# Chrysometa opulenta
Chrysometa opulenta là một loài nhện trong họ Tetragnathidae.
Loài này thuộc chi Chrysometa. Chrysometa opulenta được Eugen von Keyserling miêu tả năm 1881.